# Shangsanji (sockenhuvudort i Kina, Hebei Sheng, lat 38,32, long 114,23)
Shangsanji är en sockenhuvudort i Kina. Den ligger i provinsen Hebei, i den norra delen av landet, omkring 260 kilometer sydväst om huvudstaden Peking. Antalet invånare är 19 849. Befolkningen består av 9 846 kvinnor och 10 003 män. Barn under 15 år utgör 18,0 %, vuxna 15-64 år 73 %, och äldre över 65 år 8,0 %.
Runt Shangsanji är det tätbefolkat, med 550 invånare per kvadratkilometer. Närmaste större samhälle är Donghuishe, 14,4 km sydväst om Shangsanji. Trakten runt Shangsanji består till största delen av jordbruksmark.
Genomsnittlig årsnederbörd är 656 millimeter. Den regnigaste månaden är juli, med i genomsnitt 206 mm nederbörd, och den torraste är december, med 4 mm nederbörd.